# アマゾンサウルス
アマゾンサウルス（学名 Amazonsaurus　「アマゾンのトカゲ」の意味）は前期白亜紀に現在の南アメリカに生息していたディプロドクス上科の竜脚類恐竜の属の一つである。長い首と鞭のような尾をもつ、巨体で四足歩行の草食動物であった。より派生的なディプロドクス類には史上最長の動物もいたが、アマゾンサウルスはおそらく全長12m以下だったと推定される。

## 発見と命名
ブラジルの他の場所では他の恐竜が発見されているものの、アマゾン盆地ではアマゾンサウルスが最初に発見された恐竜の属であった。そのため属名はブラジル、リーガル・アマゾンと古代ギリシャ語で「トカゲ」を意味するσαῦρος（sauros）から派生している。現在のところ1種A. maranhensisのみが命名されており、種小名はマラニョン州（Maranhão）にちなんでいる。属名および種名は2003年にブラジルの古生物学者Ismar de Souza Carvalho、Leonardo dos Santos Avilla、アルゼンチンの古生物学者Leonardo Salgadoにより記載、命名された。

## 特徴と分類
アマゾンサウルスの化石にはいくつかの胴椎、尾椎、肋骨、断片的な骨盤、が含まれており、マラニョン州のイタペクル層で発見された恐竜では唯一属のレベルで同定が可能であった。この累層の年代は白亜紀前期、アプト期からアルブ期（1億2500万年前から1億年前）と推定される。三角洲近くの氾濫原の堆積物から発見されたと解釈されている。
アマゾンサウルスは尾椎の神経棘が長くディプロドクス上科の竜脚類と同定されるが、特徴は断片的でありA. maranhensisの上科内での位置を決めることは困難である。しかし、いくつかの椎骨の特徴からは基底的なディプロドクス上科の生き残りであることが示唆される。少なくとも1つの系統解析ではレッバキサウルス科（rebbachisauridae）より派生的で、ディクラエオサウルス科、ディプロドクス科より基底的であるという結果が得られている。

## 生物地理学
白亜紀初期においてはティタノサウルス類の竜脚類やカルカロドントサウルス科、スピノサウルス科の獣脚類と同じように南米の各所でもアフリカと同様に基底的なディプロドクス上科が発見されている。後期白亜紀に至るまでにティタノサウルス類が繁栄する一方で、ディプロドクス上科は絶滅した。捕食性獣脚類においても同様に白亜紀初期の科からアベリサウルス科の獣脚類への入れ代わりが白亜紀後期の南の大陸で見られる。